# Gare de Høvik
La gare de Høvik  est une gare ferroviaire, destinée au trafic local, de la ligne de Drammen. La gare se situe dans la commune de Bærum et à 10.72 km de la gare d'Oslo.  